# Agrotis nigricostata
Agrotis nigricostata är en fjärilsart som beskrevs av Otto Staudinger 1888. Agrotis nigricostata ingår i släktet Agrotis och familjen nattflyn. Inga underarter finns listade i Catalogue of Life.